# Институт по исследованиям и развитию пчеловодства
Институт по исследованиям и развитию пчеловодства (Institutul de Cercetare-Dezvoltare pentru Apicultură, ICDA) — научное учреждение по пчеловодству в Румынии, большая работа проводится также по апитерапии.
Находится в Бухаресте. 

## История
Был создан в 1974 году под названием Institutul de Cercetare și Producție pentru Apicultură как центральный институт-НИИ по пчеловодству — по инициативе Вячеслава Харнажа, тогдашнего президента Румынской ассоциации пчеловодов и Всемирного общества пчеловодов Апимондии. С 1997 года перешёл в собственность Румынской ассоциации пчеловодов.
С 1977 года при институте действует апитерапевтический центр.

## Современное состояние
105 сотрудников (2014) во главе с гендиректором (с 2010 года) доктором биохимии Кристиной Матееску (Cristina Mateescu), научный директор — Adrian Siceanu.
Включает шесть подразделений: болезней пчёл, апитерапии, производства меда, химии и технологии продуктов пчеловодства, машин и оборудования, генетики и улучшения пчел. 
Библиотека насчитывает около 12 тыс. книг и публикаций, причём некоторые из них более чем столетней давности.